# Év Levéltára díj
Az Év Levéltára díj a Magyar Levéltárosok Egyesülete (MLE) által 2012-ben alapított díj, amely évente kerül kiosztásra, és az elmúlt évben kiemelkedő szakmai tevékenységet végző magyarországi levéltári intézmény elismerését szolgálja.

## Odaítélésének módja
A díj elnyerésére az egyesület évente pályázatot ír ki, amelyre az intézmények a tervezett rendezvények programtervével pályázhatnak. A díjazott intézmény ugyanis a díjjal együtt egy keretösszeget kap, amely egyrészt a díjátadó és egyben a díjazott levéltár szakmai munkáját innovatív módon bemutató rendezvényre, másrészt egyéb pedagógiai és közművelődési programokra fordítható. A pályázatokat a Magyar Levéltárosok Egyesülete elnöksége által felkért, az egyesület egykori elnökeiből álló szakmai zsűri bírálja el a vezető levéltári szakfelügyelő írásbeli véleményének figyelembe vételével. A pályázat elbírálásánál előnyben részesítik az innovatív megoldásokat alkalmazó, az infokommunikációs lehetőségeket kihasználó, közönségbarát, költséghatékony programokat és fejlesztéseket.
2018. december 4-én a Magyar Levéltárosok Egyesülete választmánya úgy döntött, hogy 2018-tól kezdve páros években egy kisebb levéltárat (a települési önkormányzatok, köztestületek, közalapítványok, felsőoktatási és egyházi intézmények levéltárai, a nyilvános magánlevéltárak, valamint a Környezetvédelmi és Vízügyi Levéltár közül), páratlan években pedig egy nagyobb levéltárat (a Magyar Nemzeti Levéltár taglevéltárai, Budapest Főváros Levéltára, Hadtörténelmi Levéltár közül) díjaznak.
2023 decemberében az MLE vezetősége úgy döntött, hogy díj új módon kerüljön kiosztásra. Minden évben két díjazott lesz, az egyik nagyobb levéltárak (Magyar Nemzeti Levéltár taglevéltárai, Budapest Főváros Levéltára, országos szaklevéltárak) közül, a másik pedig évente felváltva az egyházi, illetve a felsőoktatási levéltárak közül. Az elsőre a Magyar Levéltárvezetők Tanácsa (MLVT) tesz három ajánlást, a másikra pedig felváltva a Magyar Egyházi Levéltárosok Egyesülete (MELTE), illetve a Magyar Felsőoktatási Levéltári Szövetség (MFLSz). A jelöltek közül az MLE által fölkért kuratórium választja ki a díjazottakat.

## Eddigi nyertesei
1. Budapest Főváros Levéltára[1]
2. Kalocsai Főegyházmegyei Levéltár[2]
3. Magyar Nemzeti Levéltár Hajdú-Bihar Megyei Levéltára[3]
4. Magyar Nemzeti Levéltár Szabolcs-Szatmár-Bereg Megyei Levéltára[4]
5. Magyar Nemzeti Levéltár Veszprém Megyei Levéltára[5]
6. Magyar Nemzeti Levéltár Jász-Nagykun-Szolnok Megyei Levéltára [6]
7. Vác Város Levéltára[7]
8. Magyar Nemzeti Levéltár Vas Megyei Levéltára[8]
9. Pécsi Tudományegyetem Egyetemi Levéltára[9]
10. Állambiztonsági Szolgálatok Történeti Levéltára[10]
11. Budapesti Corvinus Egyetem Levéltára[11]

### Az Év Levéltára (nagyobb levéltárak kategória)
1. Magyar Nemzeti Levéltár Országos Levéltára[12]

### Az Év Egyházi Levéltára
1. Gyulafehérvári Főegyházmegyei Levéltár[13]

## Kapcsolódó oldalak
- Év Kutatóhelye díj